# Риу-Негру (река)
Ри́у-Не́гру (исп. Rio Negro, порт. Rio Negro — Чёрная река) — крупнейший левый приток Амазонки. Длина реки — более 2300 км, площадь водосборного бассейна — 600 000 км², расход воды — 30 000 м³/с.

## Этимология
Река открыта экспедицией под руководством испанского конкистадора Франсиско де Орельяны. 3 июня 1542 года испанцы увидели «по левую руку» приток Амазонки, воды которой были «чёрные, как чернила», в связи с чем и назвали её «Чёрной рекой»: «Она неслась с такой стремительностью и таким бешенством, что её воды текли в водах другой реки [Амазонки] струёй длиною свыше двадцати лиг и ни та вода, ни другая не смешивались».

## Общие характеристики

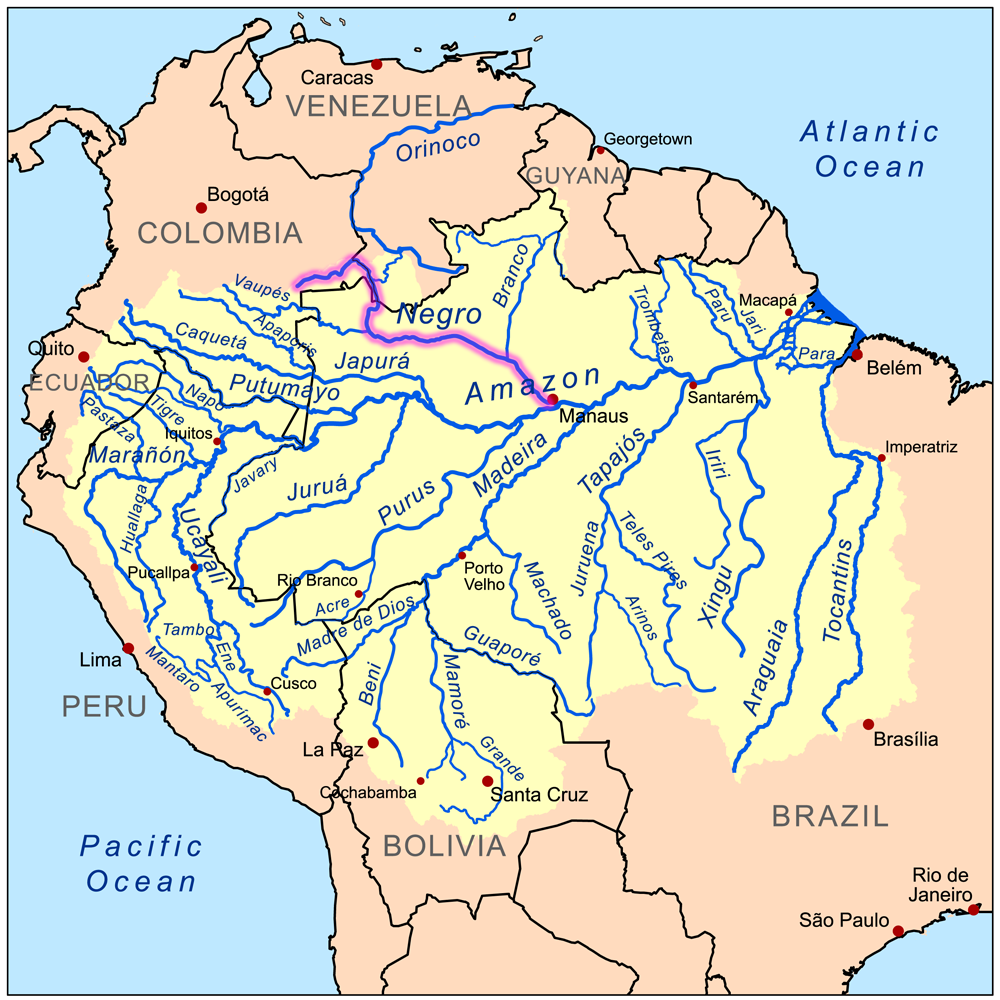

Воды реки принадлежат к бассейну реки Амазонки, причём часть вод поступает в Риу-Негру из бассейна другой крупнейшей реки Южной Америки — Ориноко (посредством протоки Касикьяре, являющейся примером бифуркации). Сильно выражены сезонные колебания уровня, межени и половодья, когда река разливается по прилегающей сельве на ширину до 35 километров и течения практически не чувствуется. Судоходна на 600 километров выше места своего впадения в Амазонку в районе города Манаус, Бразилия. Воды реки имеют ярко выраженную коричневую пигментацию, в связи с этим её описывают как «чёрная вода».

## Крупнейшие притоки
- Демени
- Касикьяре
- Кужейрас
- Риу-Бранку